# Nationalmuseum in Thailand

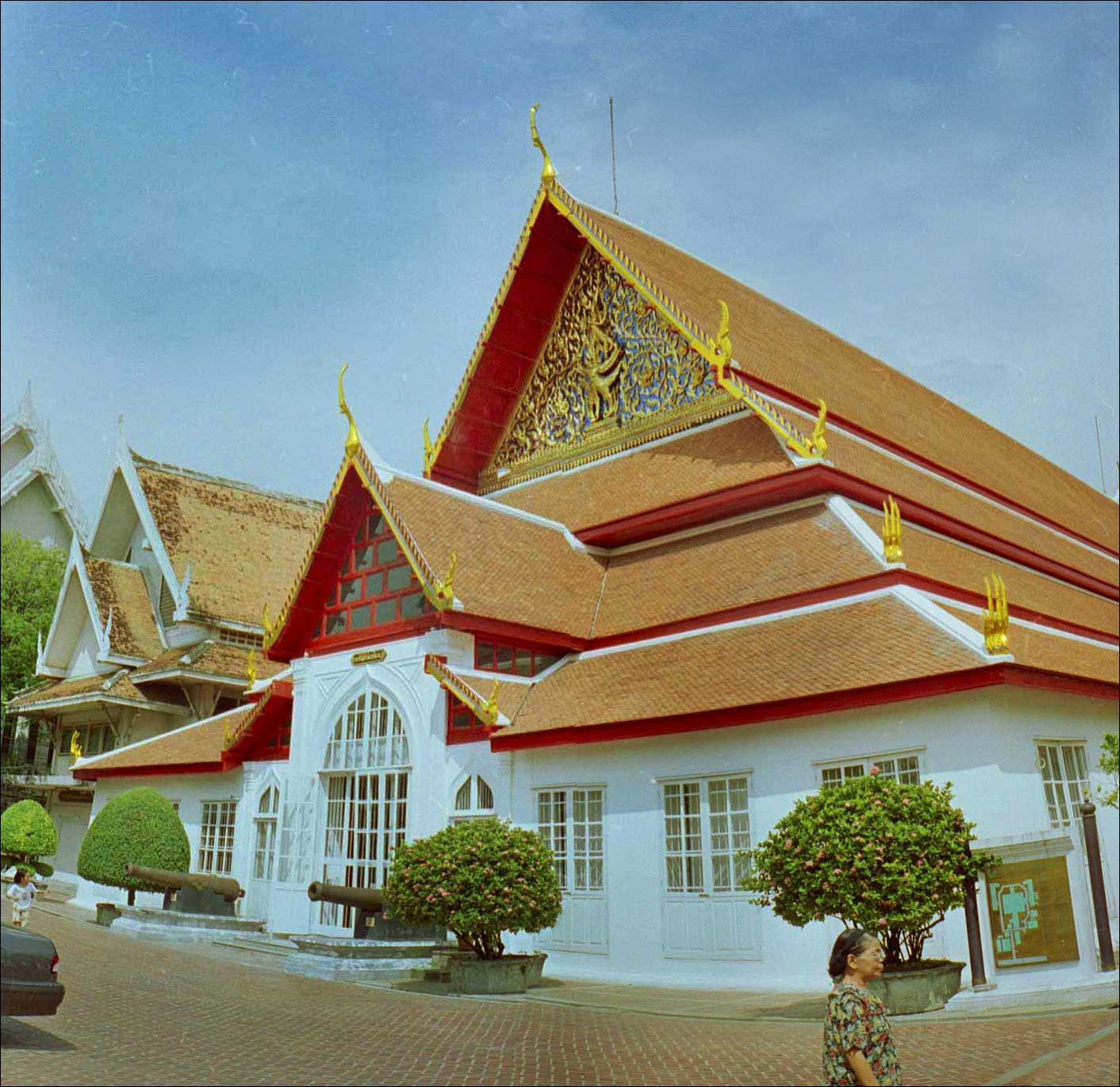
Bangkok Nationalmuseum

Ein Nationalmuseum in Thailand (Thai: พิพิธภัณฑสถานแห่งชาติ)  ist eine durch den thailändischen Staat besonders geförderte Art Museum. Hier werden insbesondere archäologische, kunsthandwerkliche und alltägliche Objekte gesammelt und konserviert.
Das Hauptmuseum befindet sich in Bangkok, es gibt daneben rund 40 weitere Zweigmuseen, die ebenfalls Nationalmuseum genannt werden.

## Bangkok und Zentralthailand
- Nationalmuseum Bangkok, Bangkok
- Nationalmuseum Kanjanaphisek, Pathum Thani
- Royal Barges National Museum, Bangkok
- Nationalmuseum Changton, Bangkok
- Nationalmuseum Benchamabopit, Bangkok
- Nationalgalerie Bangkok, Bangkok
- Silpa Bhirasri, Bangkok
- Nationalmuseum Chaosamphraya, Ayutthaya
- Nationalmuseum Chandra Kasem, Ayutthaya
- Narai-Nationalmuseum, Lop Buri
- Nationalmuseum Inburi, Sing Buri
- Nationalmuseum Chainat, Chai Nat
- U-Thong-Nationalmuseum, Suphan Buri
- Nationalmuseum Suphanburi, Suphan Buri
- Phra Pathom Chedi, Nakhon Pathom
- Nationalmuseum Phra Nakhon Khiri, Petchaburi
- Nationalmuseum Ban Kao, Kanchanaburi
- Nationalmuseum Ratchaburi, Ratchaburi
- Chownathai Nationalmuseum, Suphan Buri
- Nationalmuseum Prachinburi, Prachinburi
- National Maritime Museum Chanthaburi, Chanthaburi

## Nordthailand
- Ramkhamhaeng-Nationalmuseum, Sukhothai
- Sawanworanayok-Nationalmuseum, Sawankhalok
- Nationalmuseum Kamphaeng Phet, Kamphaeng Phet
- Nationalmuseum Phitsanulok, Phitsanulok
- Nationalmuseum Chiang Mai, Chiang Mai
- Nationalmuseum Chiang Saen, Chiang Rai
- Hariphunchai-Nationalmuseum, Lamphun
- Nationalmuseum Nan, Nan

## Nordosten (Isaan)

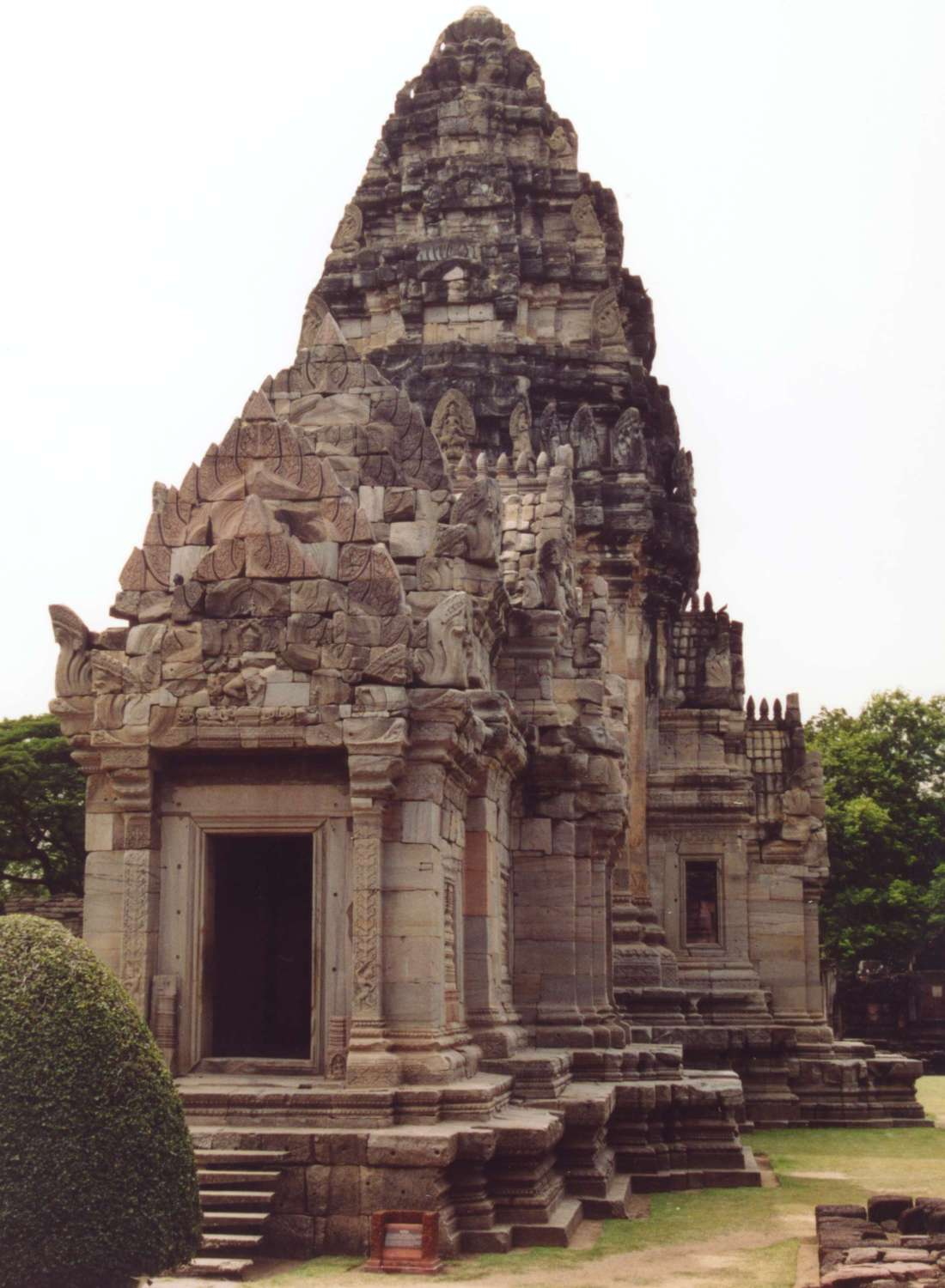
Phimai

- Nationalmuseum Phimai, Nakhon Ratchasima
- Mahaviravong-Nationalmuseum, Nakhon Ratchasima
- Nationalmuseum Roi Et, Roi Et
- Nationalmuseum Surin, Surin
- Nationalmuseum Ubon Ratchathani, Ubon Ratchathani
- Nationalmuseum Khon Kaen, Khon Kaen
- Nationalmuseum Banchiang, Udon Thani

## Südthailand
- Nationalmuseum Nakhon Si Thammarat, Nakhon Si Thammarat
- Nationalmuseum Chaiya, Surat Thani
- Thalang-Nationalmuseum, Phuket
- Nationalmuseum Songkhla, Songkhla
- Muchimavas-Nationalmuseum, Songkhla
- Nationalmuseum Chumphon, Chumphon
- Nationalmuseum Satun, Satun